# Ladomirka
Ladomirka – rzeka w północno-wschodniej Słowacji, lewy dopływ Ondawy w zlewisku Morza Czarnego. Długość – 21 km. 
Źródła Ladomirki znajdują się na wysokości około 455 m n.p.m. po południowej stronie Przełęczy Dukielskiej, w słowackim Beskidzie Niskim (Laborecká vrchovina). Rzeka płynie na południe, potem łagodnie skręca na południowy wschód, a w ujściowym odcinku – na wschód. Uchodzi do Ondawy w mieście Svidník, na południe od centrum.